# Potaxie

El emoji de aguacate o palta, se entiende como símbolo identitario de la comunidad «potaxie».

Potaxie es un término usado sobre todo por las personas de la generación Z,Alfa, milenials y usualmente por la comunidad LGBT hispanohablanteen TikTok y en otras plataformas de Internet para hacer referencia a un grupo de internautas que crean y consumen contenido humorístico y que tiene el objetivo de contrarrestar la presencia de internautas machistas y homófobos en Internet.

## Origen del término y universo semántico
Según esta corriente de internet, «potaxie» es antónimo de «fifa», «fife» o «fifx», siendo esta palabra un denominativo para todos aquellos hombres o personas heterosexuales a las que les gusta el fútbol y que ejercen actitudes machistas. El término «potaxie» parece tener su origen en un video de 2020 de una creadora de contenido dominicana que, al hablar sobre las propiedades del aguacate (un fruto con altas cantidades de potasio), pronunció, en su lugar, «potaxio». De ahí que el emoji principal de esta corriente sea, justamente, un aguacate o palta. En cambio, según la cuenta de TikTok memetaverso el denominado universo potaxie surgió en mayo de 2021 cuando se viralizaron videos promocionales editados de la empresa china Douyin, o como refiere Know Your Meme derivado del meme Jiafei. Según Urban Dictionary, el primer registro del término se describe en marzo de 2022 como: 

Jiafei soldiers, talented in spanish and killing fifx, besties of tilinx.

La tendencia se hizo más popular en julio de 2022, cuando los fanáticos del meme Jiafei se autodenominaron "potaxies". Las personas que se identifican como potaxies, o que están «en el lado potaxie de TikTok», también son responsables de crear colectivamente una narrativa con varios términos propios, siendo uno de los más virales «puchaina».
Las «leyendas sobre puchainas» son ficciones que hacen referencia al empoderamiento femenino y generalmente se ilustran con imágenes generadas por inteligencia artificial. De hecho, la palabra puchaina deriva de la pronunciación en inglés.de la canción Vagina de la cantante y rapera estadounidense CupcakKe.
El origen de las leyendas de la Puchaina se establece en febrero de 2024, donde apareció un vídeo con el audio "La Teoría de la Puchaina Negra". Más tarde, el 19 de marzo de 2024 salió "La Leyenda de la Puchaina Que Desapareció en el Bosque de Anekakanekulo" de Jiafei Store, la cual estalló en TikTok recibiendo acerca de 9 millones de visualizaciones en dos meses e impulsó que otros creadores se unieran al trend.

## Impacto
Durante la pandemia de COVID-19, el término potaxie fue utilizado por Netflix México para incluirlo en varios videos en su cuenta oficial de TikTok.
Para agosto de 2023, el hashtag #potaxie había alcanzado en TikTok 1,7 mil millones de visualizaciones. Según algunas fuentes, la comunidad potaxie supone un espacio de activismo digital que aboga por un mundo en el que se respete la diversidad y la libertad de expresión, enfrentándose así a una mirada más tradicional y conservadora del mundo.
Grandes empresas como Dia o Telecinco se unieron al trend con sus propias leyendas de Puchaina. Incluso PSOE, el partido político español, decidió crear su propia leyenda de la Puchaina para promocionar las elecciones europeas.
En 2024, el término ha tenido protagonismo en eventos de España como el Benidorm Fest o en la campaña electoral de las elecciones al Parlamento de Cataluña, con Jéssica Albiach y Comuns Sumar.